# Crinia nimbus
Crinia nimbus là một loài ếch thuộc họ Myobatrachidae.
Đây là loài đặc hữu của Tasmania.
Môi trường sống tự nhiên của chúng là rừng ẩm vùng đất thấp nhiệt đới hoặc cận nhiệt đới, vùng cây bụi ôn đới, và đầm nước.